# Пачовський Василь Миколайович
Васи́ль-Сильвестр Миколайович Пачо́вський (12 січня 1878, Жуличі — 5 квітня 1942, Львів) — український поет, історіософ і мислитель. Доктор філософії з історії мистецтва.

## Життєпис
Народився в селі Жуличах Золочівського повіту в родині сільського священника отця Миколи Пачовського і його дружини Марії (з роду Боярських, у якому теж було багато священників). При народженні йому дали подвійне ім'я Василь-Сильвестр. Старші брати — Іван і Ярослав.

### Рідна сторона
У 1884—1889 роках навчання в Жулицькій школі. 1889 році вступив до Золочівської державної гімназії з польською мовою викладання, де вже навчався Василів старший брат Іван. У 1891 році помер батько — довелося часто голодувати. По закінченні 4 класу гімназії Василь у 1893 році переходить жити до найстаршого брата Ярослава, який тоді мешкав у передмісті Львова. Продовжує навчання у львівській Академічній гімназії, але через проблеми з оплатою навчання, викликані втратою роботи Ярославом Пачовським, відрахований з навчального закладу. 1895 року повернувся до Золочева, де поновив навчання в гімназії (брат Іван на той час вже закінчив навчання). Того ж року побачило світ перше оповідання, за яке отримав схвальні відгуки від Осипа Маковея. 1896 року виключений із Золочівської гімназії через палку патріотичну промову на похороні свого друга, сина катехита о. Єзерського, якого загнали у труну «професори». Аби заробити на прожиття, дає приватні уроки синам отця Дякова. Восени 1897 року вигнаний із Золочева за організацію нелегальних зібрань гімназійної молоді на квартирі біля залізничного вокзалу. Упродовж 1897—1900 років відвідував приватні уроки у священників оо. Темницького, Радецького та Винницького. 31 жовтня 1898 року брав участь у літературному святі з нагоди 25-ліття письменницької праці Івана Франка. 3 липня 1899 року у Іван львівській гімназії склав екстерном іспит на отримання атестату зрілості.

### Університети
У 1899—1901 роках — перший період навчання у Львівському університеті на медичному факультеті. Початок публікації творів у львівському журналі «Молода Україна». 8 грудня 1900 року брав участь у з'їзді українських студентів вищих шкіл Австрії з нагоди заснування у Чернівцях товариства «Молода Україна». Під час святкового концерту декламує свій твір «З боротьби титанів», про який тепло відгукується газета «Буковина». Знову був палкий виступ на студентському вічі 19 листопада 1901 року, сповнений протесту проти гнобителів українського народу, і знову мусив попрощатися з цим навчальним закладом. Василь Пачовський, як один з п'яти найактивніших учасників та організаторів віча, відрахований з вишу. На знак солідарності з ним та іншими покараними товаришами університет залишили і перевелися до інших навчальних закладів Європи близько 600 студентів.
У 1901—1903 роках — навчання у Віденському університеті, під час якого перейшов з медичного на філософський факультет. 1901 року вийшла друком перша збірка поезій «Розсипані перли», на вихід якої Іван Франко, котрий тривалий час критикував модерністів, написав схвальну рецензію: «Пачовський справжній талант, поезія пливе в нього натурально, не силувана, як найпростіший вислів його чуття». 1902 року вийшла сатирична поема «Празник».

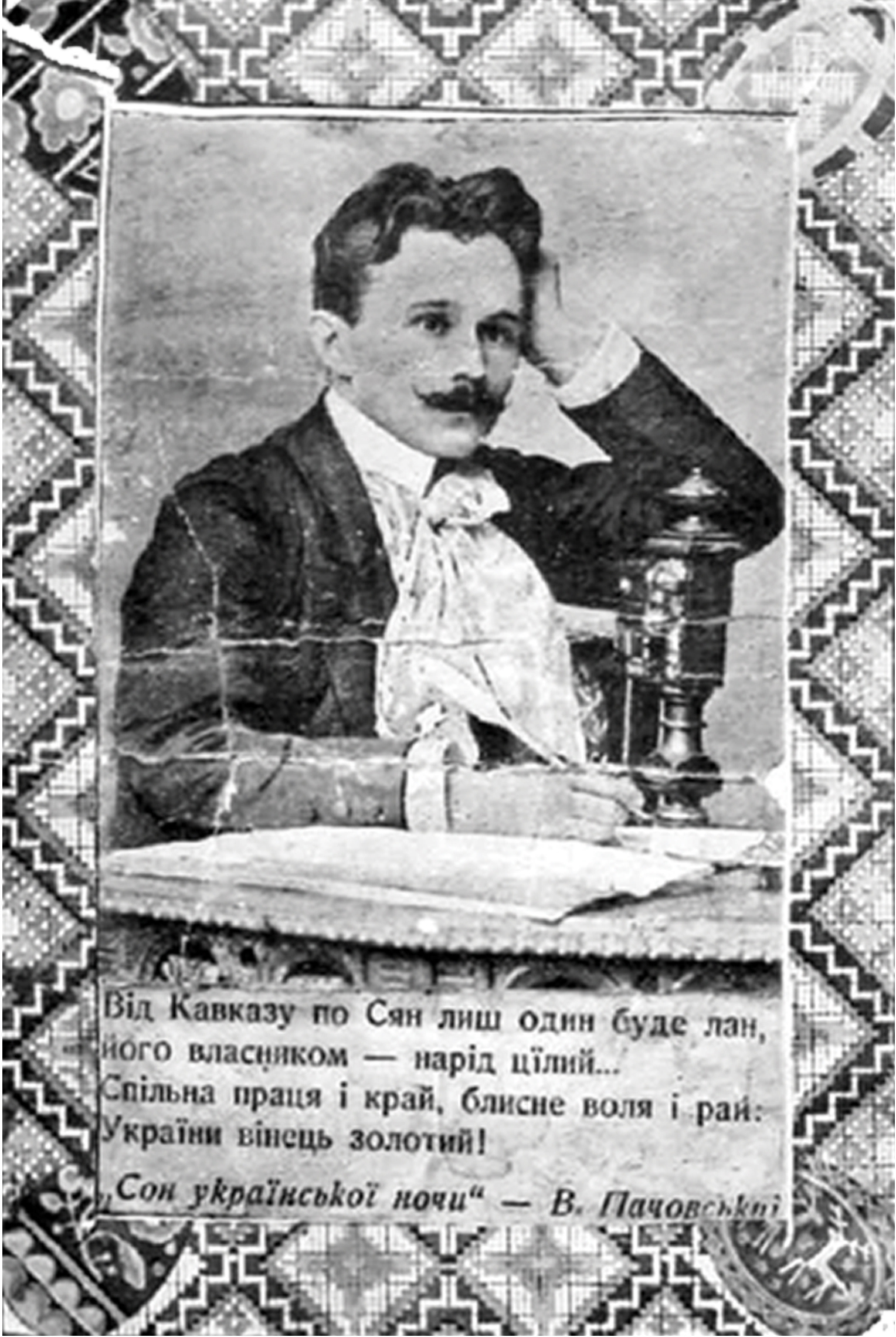
Василь Пачовський на поштовій листівці 1903 року із пророчими словами з драми «Сон української ночі» про «вінець золотий» — символ української держави

1903 року повернувся до Львова, де продовжив навчання на філософському факультеті Львівського університету, який закінчує через 2 роки. 1903 року побачила світ перша антологія української лірики другої половини XIX століття «Акорди», яку уклав Іван Франко. Василь Пачовський представлений творами «Ой щебечуть соловії…», «Як мине дитячий рай…», «Чому то як море филює…», «Ой ти соловію, золоте перо…», «Спів відлітних журавлів». Того ж року вийшов перший твір державницького змісту — драматична поема-містерія «Сон української ночі». Видавець твору — Михайло Петрицький. Автор відроджує у літературі тему козаччини, пророкує відродження незалежної Української держави, започатковує трактування творчості Тараса Шевченка як поета-державника.
З метою популяризації провідних ідей поеми «Сон української ночі» Михайло Петрицький 1903 року видав поштову листівку з портретом Василя Пачовського і словами «Від Кавказу по Сян лиш один буде лан…».

### «Молода Муза»
18 вересня 1905 року Крайова шкільна рада Галичини призначає Василя Пачовського заступником учителя і скеровує до Станиславова (нині Івано-Франківськ) на однорічну педагогічну практику в державній гімназії з руською (українською) мовою навчання. 1906 року виходить друком книжка прози «Жертва штуки», а 1907 року — збірка поезій «На стоці гір», історико-філософський нарис «Українці, як народ» (друге видання у Нью-Йорку 1917 року). У 1907 році був одним з організаторів літературного угрупування «Молода муза» — гуртка українсько-галицьких поетів, які наслідували західноєвропейський модерністський напрям у літературі. Її органом було видавництво «Світ», що діяло в 1906—1909 роках.
1908 року бере участь у дискусії в галицькій пресі щодо «Історії України-Русі» Миколи Аркаса. 20 квітня 1908 року в газеті «Діло» Василь Пачовський виступає зі змістовною рецензією на підтримку цього видання і пророкує йому успіх серед широкого кола читачів. «Історія України-Русі» стає на початку ХХ століття другою за популярністю українською книжкою після Шевченкового «Кобзаря».
13 березня 1909 року на Шевченківському концерті в Руському інституті для дівчат у Перемишлі вперше звучить вокальний терцет Станіслава Людкевича на слова Василя Пачовського «Царівна млака». 25 травня 1909 року склав учительський іспит з історії та географії як головних предметів з правом навчання українською і польською мовами та став дефінітивним учителем у львівській академічній гімназії, а від 1 серпня 1917 року — дефінітивним професором цього навчального закладу. За тиждень потому, 31 травня, брав участь у січовому святі, організованому в Коломиї з нагоди 200-ліття зруйнування Запорізької Січі Петром І. Передова стаття в газеті «Хлопська Правда» і публікація тексту пісні «Січ іде…». Того ж року у коломийському видавництві «Галицька накладня Якова Оренштайна» вийшли друком брошура «В двохсотлітню річницю зруйнування Січі царем Петром за поміч в бунті гетьмана Івана Мазепи 1709 року проти Росії» та ілюстрована дитяча книжечка «Рости, читай, дрібонький читачу, най даром папір я не трачу».

### Постановки драм «Сон української ночі» і«Сонце Руїни»
Від 24 вересня 1909 року й до вибуху Першої світової війни працює заступником учителя у філії львівської Академічної гімназії. 1909 року одружився з Неонілою Горницькою, дочкою священника з Рави-Руської, та разом із нею відвідує Італію. Після повернення звідти пише цикл мариністичних поезій. 11 листопада 1909 року театр «Руської бесіди» здійснює в Тернополі постановку його трагедії «Сон української ночі» на музику Станіслава Людкевича. В сценічній адаптації твір отримав назву «Зоряний вінець». У березні 1911 року на крайовому конкурсі п'єса «Сонце Руїни» визнана кращим українським драматичним твором, за яку автор отримав премію у розмірі 700 крон. 1911 року драматична поема «Сонце Руїни» вийшла друком у Жовкві. Влітку того ж року чоловічий хор «Львівського Бояна» і «Бандуриста» здійснює турне за маршрутом Золочів—Теребовля—Тисмениця—Галич—Калуш. Родзинкою репертуару стає твір Станіслава Людкевича на слова Василя Пачовського «Хор підземних ковалів».
28 січня 1912 року у Львові відбулася прем'єра вистави «Сонце Руїни» в постановці режисера і директора театру «Руської бесіди» Йосипа Стадника на святкуванні 50-річного ювілею товариства «Руська Бесіда». Звучала пісня на слова Василя Пачовського «Ми лицарі без жаху і без смерти» (музика Станіслава Людкевича), яка за 30 років стане офіційним маршем УПА-Захід. 7 грудня 1912 року виголошує в «Академічній громаді» реферат «Українська справа під теперішню хвилю»,який згодом розповсюджується нелегально на теренах Галичини. 1913 року виходить збірка поезій «Ладі і Марені терновий вогонь мій…» та наукове дослідження «Нарис історії мініатюри по рукописям».
6 лютого 1914 року до Самбора приїхав театр «Руської бесіди». Тут, на сцені самбірського «Сокола», театр ставить оновлену виставу «Сонце Руїни» у постановці режисера театру Степана Чарнецького, товариша Василя Пачовського по «Молодій музі». На прем'єрі «Сонця Руїни» в Самборі вперше звучить пісня «Ой у лузі червона калина», що невдовзі стала стрілецьким гімном і символом українського національного відродження. 29 березня 1914 року на святкування 50-літнього ювілею театру «Руської бесіди», який завітав до Стрия після перебування в Самборі і понад місячних гастролей у Дрогобичі. Головний захід урочистостей — вистава «Сонце Руїни». Того ж року - драматична поема «Сфінкс Європи», що пророкує збройний європейський конфлікт і боротьбу за українську державність. Постановка вистави призначена на 28 червня в межах урочистостей з нагоди 100-ліття від дня народження Тараса Шевченка, але прем'єра вистави підпадає під заборону австрійської влади, аби порушеною у творі темою не дратувати царську Росію.

### У вирі Першої світової війни і національної революції

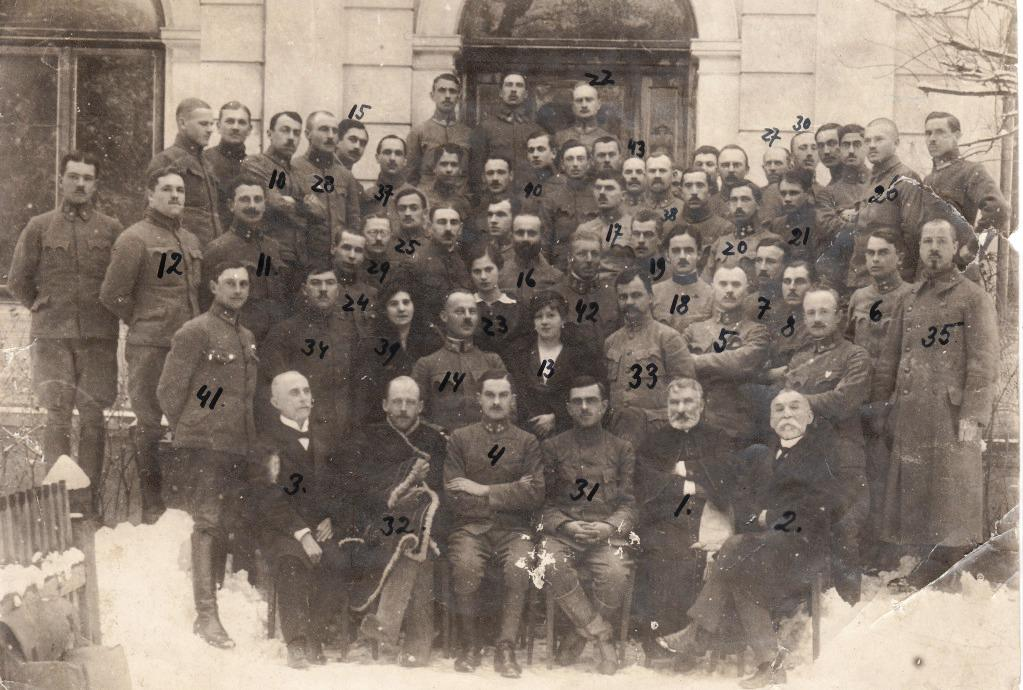
Діячі ЗУНР у Золочівському повіті, 1919. Цифрами на фото позначені: 1. о. Стефан Юрик 2. Михайло Балтарович 3. Гнат Дзерович 4. Ілля Цьокан 5. Теодор Ваньо 6. Пор. Юрій Жмур 7. Йосафат Фешур; між 6 і 8 Василь Пачовський 10. Пор. Мирон Дольницький 11. Олександр Малиновський 12. Петро Вовк 14.от. Северин Лещiй 16. сот. Мирослав Янович 18. Кравс 19. Рудольф Фірер 23. Скобельська Анна 24. Пор. Теодор Дацків 25. Білач 26. Василь Сірко 27 Михайло Павлюк 29. сот. Іван Сітницький 30. Ольшанецький 31. Олександр Шаповал 32. Микола Какурін 33. Григорій Сиротенко 42. Гребенц. Зліва від № 40 Парнас Яків

У 1915—1918 роках служба в австрійському війську. На заклик «Союзу Визволення України» Василь Пачовський як старшина австрійської армії працює у таборах з військовополоненими українцями царської армії, займається виховною, освітньою і видавничою працею в таборах у Кнітельфельді та Фрайштадті (Австрія), Вецлярі (Німеччина). Був активним учасником видань зі «стілецьким вектором» — «Вістника СВУ», «Червоної калини», «Тим, що впали». 1917 року у епіграфі до власного твору на пошану «Українським січовим стрільцям» Василь Пачовський окреслив власне місце і роль щодо стрілецької військової генерації, бажання бути в її епіцентрі: «Буду день і ніч і зранку / Духом вилітати — / На могили „тих, що впали“, / Квіти устеляти!… А на себе буде плакать/ Ревними сльозами, — / З жалю — чом я був, герої, / З вами, не між вами!».
Після розпаду Австро-угорської імперії Василь Пачовський підтримав українську національну революцію, в ході якої відстоював право українців на власну державу, що, як він вважав, мала бути зорганізована на програмових засадах лівих політичних теорій. У 1918—1919 роках — чотар Української Галицької Армії, редактор газети «Стрілець» — органу навчальної команди УГА. У 1918 році виходить драматична поема «Малий Святослав Хоробрий» та трагедія «Роман Великий». 13 квітня 1919 року Державний секретаріат освіти і віросповідань ЗУНР іменує Василя Пачовського учителем з титулом професора і призначає йому VIII-й службовий ранг, у липні того ж року, після переходу уряду ЗУНР та УГА за Збруч, робота в міністерстві преси і пропаганди в Кам'янці-Подільському. Призначений аташе надзвичайної дипломатичної місії УНР до Ватикану.

### Співець «Срібної Землі»
1920 року Василь Пачовський переїхав до Ужгорода, де розпочався закарпатський період в його житті, а саме редагування з Володимиром Бирчаком часопису «Народ». Видання шкільного підручника «Исторія Подкарпатської Руси». Від 11 жовтня 1920 року до 31 серпня 1929 року вчителює у Берегівській державній гімназії та провадить активну громадську діяльність на Закарпатті. У 1920—1921 роках виходить збірка поезій «Огні мести», яка згодом друкується у ряді періодичних видань.
У 1921—1923 роках драма «Сонце Руїни» у постановці Гната Юри представлена у репертуарі радянського Нового драматичного театру імені Івана Франка, створеного 1920 року у Вінниці.
1922 року, за сценарієм написаним Василем Пачовським та Каролем Фігдорою, на празькій кіностудії «Баррандов» чеським режисером Яном Юстом-Розводою, створений повнометражна художня стрічка «Корятович» («Чарівний перстень Карпат») — перший історичний фільм чехословацького кінематографу і перший фільм про карпатських українців. У стрічці задіяно два десятки акторів, образ головного героя — литовського князя Федора Корятовича втілив у стрічці чеський актор Теодор Піштек, а в образі Лаборця виступив корифей українського театру Микола Садовський, котрий мешкав тоді у Празі. Спонсорували виробництво кінострічки директор Ужгородської вчительської семінарії, греко-католицький священник отець Августин Волошин та директор «Підкарпатського банку» в Ужгороді, згодом губернатор Підкарпатської Русі Костянтин Грабар. Прем'єра відбулася у Празі 9 листопада 1922 року за присутності президента Чехословаччини Томаша Масарика. Станом на 1926 рік чеська влада двічі пропонувала Пачовському отримати чехословацьке громадянство, але він відмовився його прийняти.
Протягом 1923—1927 років виходять поеми «Дума про Івана Безрідного», «Князь Лаборець. Міт Срібної Землі», де Василь Пачовський утверджує створений ним поетичний образ Закарпаття у формі популярної нині назви «Срібна Земля». Пачовський став автором вступного слова до першої книги «Квіти з терням» Василя Ґренджі-Донського, який започаткував нову українську літературу на теренах Закарпаття. Серед опублікованих творів Василя Ґренджі-Донського — вірш «Пливе кача по тисині», який після збройної боротьби за Карпатську Україну у 1939 року стане народною піснею, а під час Революції Гідності — піснею-реквіємом за полеглою «Небесною Сотнею». У цей період виходять поетичні збірки «З блакитної книги» та «Розгублені звізди», що згодом публікуються в періодичних виданнях. Василь Пачовський уклав текст присяги пластунів Підкарпатської Русі, що був надрукований 1923 року у журналі «Пластун».
1 листопада 1926 року відбувся захист наукової праці «Нарис історії мініатюри по рукописям» в Українському вільному університеті у Празі та отримання Василем Пачовським наукового звання доктора філософії з історії мистецтва.
12 квітня 1927 року на шпальтах американської україномовної газети «Свобода» повідомлялося, що державний театр «Березіль» у Харкові відкриє новий театральний сезон виставою «Сонце Руїни» у постановці Леся Курбаса. Однак напередодні прем'єри виставу забороняють, бо хтось із «доброзичливців» Василя Пачовського надрукував у низці галицьких часописів декілька його поетичних творів з критикою радянської влади.

### Повернення до Галичини
У вересні 1929 року повернувся із Закарпаття в Галичину, до Перемишля, де спочатку працював на посаді договірного учителя україномовної гімназії, а у 1930—1934 роках — лектором української культури (за сумісництвом) у бурсі святого Миколая на Засянні. 1933 року Пачовський виступив на Шевченківському святі з різким осудом тих «безхребетних» громадян, які власні інтереси ставили вище інтересів народу. За це довелося платити. І Пачовський, незважаючи на свій письменницький і педагогічний авторитет, 31 серпня 1933 року був звільнений з роботи у перемишльській гімназії та змушений був виїхати з родиною до Львова. Перед його від'їздом до Львова 1933 року у перемишльському видавництві «Краса і сила» виходить друком історіософічний твір Пачовського «Світова місія України», а згодом, там само й драматична поема «Гетьман Мазепа» та друге видання збірки «Розсипані перли».
20 березня 1934 року Український народний театр імені Івана Тобілевича представив «Сонце Руїни» на сцені Народного дому у Перемишлі. Молоді глядачі нагороджують артистів бурхливими оплесками, а автора Василя Пачовського — лавровим вінцем. У 1934—1935 роках працює службовцем при Головній управі товариства «Рідна школа». У листопаді 1935 року виступив з програмною доповіддю «Українознавство у вихованні молоді» на Першому українському педагогічному конгресі, що проходив у Львові.
Упродовж 1936—1939 років безробітний. На пропозицію Наукового товариства імені Тараса Шевченка перекладає українською мовою «Повість временних літ», а також київський та галицько-волинський літописи. 1937 року побачили світ перша частина вершинного твору Василя Пачовського — епосу «Золоті ворота», а також історичний нарис «Іван Мазепа: життя i діяльність», віршована казка «Золота гвіздка». 1938 року вийшла історична праця «Срібна Земля. Тисячоліття Карпатської України», видана з нагоди утворення української автономної держави «Карпатська Україна» у складі Чехословаччини. 1939 року опублікована «Повість временних літ» в українському перекладі Василя Пачовського — перший в історії української літератури переклад літописного твору Київської Русі.

### Викладач Львівського університету і чільний представник галицьких письменників
З приходом більшовиків, від 16 жовтня 1939 року Василь Пачовський викладав українську мову у львівській середній школі № 6 (колишній науково-виховний заклад для дівчат Софії Стшалковської) при вулиці Зеленій, де вчителював ще до початку війни. Від 11 січня 1940 року — старший викладач кафедри українського мовознавства Львівського державного університету імені Івана Франка. Входив до президії Організаційного комітету зі створення львівської організації Спілки радянських письменників України. У заходах, проведення яких ініціювала спілка літераторів, висвітлювалася творчість таких визначних постатей, як Петро Панч, Олекса Десняк, Павло Тичина та інших письменників.
У липні 1941 році очолив новостворену «Спілку українських письменників у Львові», робота якої в умовах німецької-радянської війни проводилася через посередництво трьох секцій: видавничої, бібліотечної та імпрезової. Друкованим органом спілки виступав літературно-мистецький місячник «Наші дні». Левова частка публікацій журналу припадала на поезію, повісті, новели, оповідання, нариси, драматичні твори, літературні інтерв'ю, репортажі, критику, дослідження з історії української літератури. Зусиллями письменницької спілки у надзвичайно складних умовах німецької окупації проводилися літературні конкурси, відбувалися літературні вечори, зустрічі відомих майстрів слова, на яких обговорювалася та оцінювалася їхня творчість, відзначалися ювілеї.
У липні 1941 року, на літературному вечорі на тему «Українська духовність на переломі» намагається закласти місток порозуміння між українськими письменниками, що представляли бандерівський та мельниківський табори ОУН. У серпні 1941 року перебував на лікуванні у Трускавці, де зустрівся з письменником Аркадієм Любченком. В листопаді 1941 року за допомогою Українського Крайового Комітету мав виїхати до Криниці аби підлікуватися, але через емфізему легень й ослаблене серце подорож була скасована. Упродовж осені 1941 — весни 1942 року працював над драмами «Святослав Хоробрий», «Володимир Великий», «Київський цар Ізяслав», «Орден Багатирів».

### «О Золоті ворота! Стояти вам ще там, де ви стояли!»

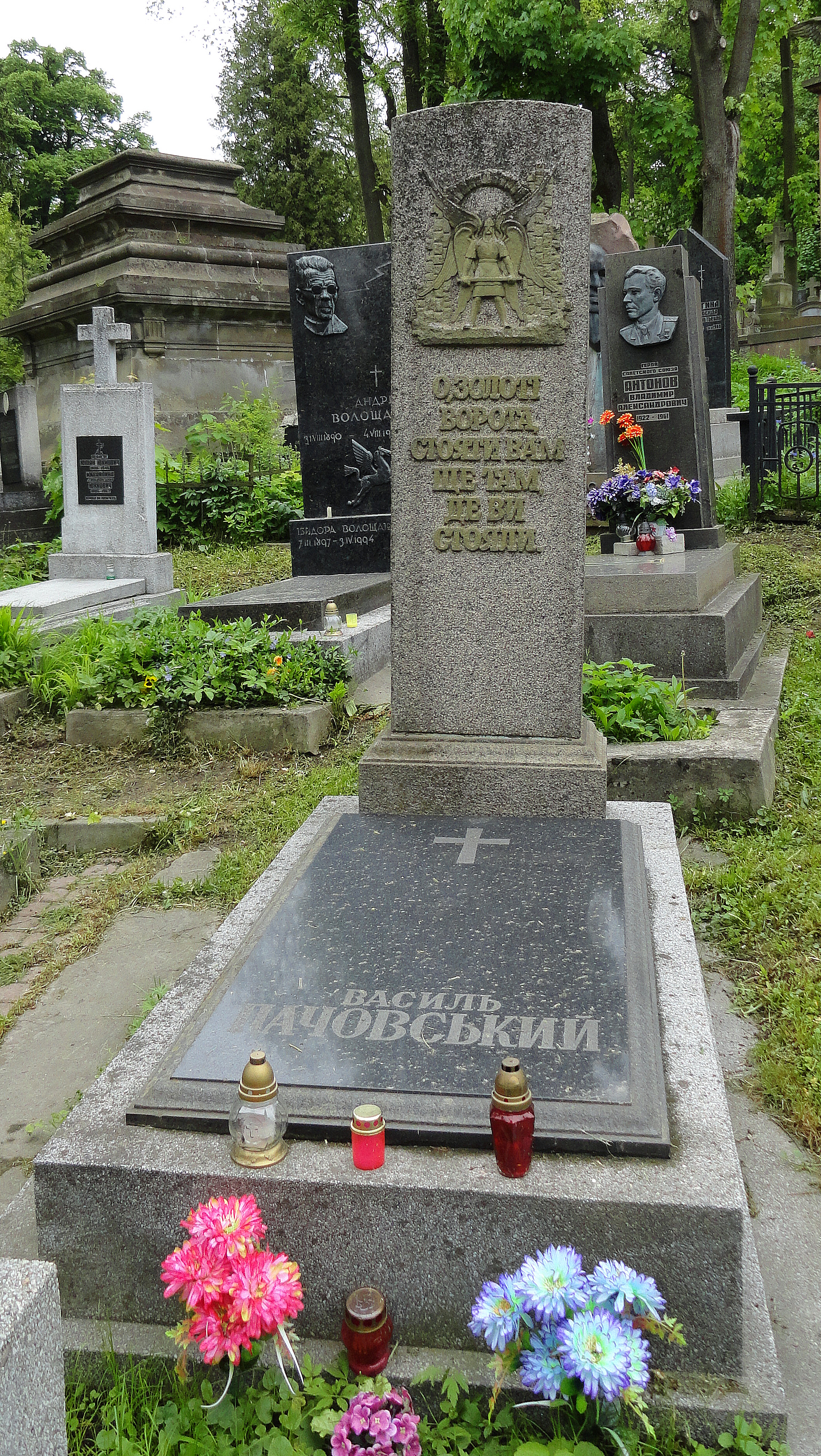
Пам'ятник на могилі Василя Пачовського на Личаківському цвинтарі у Львові

Наприкінці березня 1942 року поет застудився, а 5 квітня 1942 року відійшов у засвіти, залишивши у смутку дружину Неонілу та дітей. Траурну процесію на похоронах очолював єпископ Йосиф Сліпий. Похований на Личаківському цвинтарі у Львові. В умовах воєнного лихоліття українське громадянство Львова зуміло зібрати кошти на гранітний пам'ятник з висіченим барельєфом архистратига Михаїла, покровителя Києва, на тлі київських Золотих воріт. Скульптор — Сергій Литвиненко, автор надгробка Івана Франка на Личаківському цвинтарі у Львові. Напис на пам'ятнику Василя Пачовського пророкував відновлення Золотих воріт і відродження української держави: «О Золоті ворота! Стояти вам ще там, де ви стояли!».
Через сорок років після смерті Поета у Києві було відновлено Золоті ворота, а напередодні п'ятдесятих роковин Україна відновила державну незалежність.

## Позиція

### Поет-державник: «Від Кавказу по Сян лиш один буде лан…»
Як учасник та співучасник боротьби Миколи Міхновського, В. Пачовський був передусім поетом-державником. Його драма «Сон української ночі» виховувала національно свідому інтелігенцію в Галичині на початку XX століття. Ціле життя й велику частину своїх творів присвятив для створення ідеології української державності. Він один із тих, що випередили свою епоху на довгі десятки років. Своїм поетичним словом він умів виразити почування і мрії патріотичної молоді, саме тому вона колись так захоплювалася його творами. Ось кілька рядків із вірша «Спів товпи»:
 Хто живий уставай, меч у руки хапай,

 На Україну трубить Богдан!

 До борби, до борби кличе голос труби —

 Люд стає від Кавказу по Сян!

 …Від Кавказу по Сян лиш один буде лан,

 Його власником — нарід цілий.

 Спільна праця і край, блисне воля і рай —

 України вінець золотий!
В. Пачовський ставив собі за мету виховати новий тип українця-державника, рисами якого були б передусім національна гордість і самопошана. У своїй праці, що вийшла друком у Нью-Йорку 1917 року, він писав:

«Чому нам не бути гордими за себе, за своїх героїв, за свою минувшину, коли вона така велична і сяє всіми світлотінями різних характерів і стремлінь?! Чому нам оглядатися довкола себе, що за нас скаже той або сей, і стосуватися до його ласки? Вдивімся в себе, побачмо себе, спізнаймо своє „я“, високе з природи, перебудуймо себе, перекуймо себе, перекуймо сльозаву тугу на крицеву енергію — а тоді до нас стосуватися будуть і прийдуть до нас учитись, бо в нашій душі є велике творче джерело духа, за яке ми повинні й можемо бути горді!»

У своєму історіософічному творі «Світова місія України», що надрукований у перемишльському видавництві «Краса і Сила» 1933 року, каже поет пророчим тоном:

«Амінь, амінь говорю вам, що воскресення прийде. Білим світом високих зір сходить на нашу націю дух Володимира Великого й каже моїми устами сумним в Україні: солодко й почесно є для Рідного Краю вмерти, але солодше й почесніше й для Рідного Краю жити в часі його воскресення й серед бурі й натиску життя його переперти! Тому позмивайте сонні очі ранньою весною, підкріпляйте ов'ялі руки, додавайте сили хитливим колінам, черпайте силу з праджерела нашої безсмертної культури і сійте її свідомість, аби виплекати національну гордість і самопошану, одним словом — зробіть націю, яка стане підметом, стане угольним камнем Божого храму. А тоді буде даний вам вінець замість попелу, замість плачу єлей радощів, замість сумовитого серця — одежа слова. І назвуть вас світочами нового життя, сильними в справедливості, а нашу Україну найкращою піснею в молитві світу до Бога!»

З ідеєю відродження української держави пов'язані майже всі драми Пачовського, історичні вірші та велика кількість популярних книжечок і статей.

### Поет-громадянин: «Червона армія визволила нас. І нема на то ради»
Крилатий вислів «Червона армія визволила нас. І нема на то ради», що стосується реакції галицької інтелігенції на перше радянське «визволення» Західної України у 1939—1941 роках, часто пов'язують з іменем композитора Станіслава Людкевича, який начебто висловлювався так чи то на громадських, чи то на партійних зборах з нагоди першої річниці «золотого вересня» у 1940 році. Джерелом такої інформації служать насамперед спогади про літературний Львів 1939—1944 років Остапа Тарнавського.
Згідно з іншою версією, що ґрунтується на переказах родини Василя Пачовського, а також спогадах про студентське середовище міста Львова 70—80-х роках XX століття, вираз «Червона армія визволила нас. І нема на то ради» належить Василеві Пачовському.
За словами Тетяни Лебедович-Пачовської, дружина викладача Львівського університету Теоктиста Пачовського (племінника Василя Пачовського) прихід радянської влади на західноукраїнські землі Василь Пачовський сприйняв як необхідне і неминуче зло — латинською «malum necessarium». Він говорив: «Що ж, визволили нас, і нема на то ради».
Спогади Петра Панча, який в 1940 році очолював Оргкомітет зі створення Львівської організації Спілки письменників СРСР, дозволяють уточнити, що цей афористичний вислів Василь Пачовський міг вжити наприкінці квітня — початку травня 1940 року, коли у Львові відбулася зустріч з російським письменником-академіком, одним з керівників Спілки письменників СРСР Олексієм Толстим.

«Бесіда відбувалася за довгим столом, уставленим винами і фруктами. Почалась вона з тосту члена президії Оргкомітету Василя Пачовського. Він прокашлявся і голосом, подібним до рипу стільця, сказав: „Поважна громадо, мені сказано, щоб я виголосив тост за Червону Армію, яка нас визволила, а то так і є“, — і сів».

Після цих слів Василя Пачовського запала тиша. Її порушив Олексій Толстой, який голосно розсміявся і грубо штовхнув Петра Панча під бік. Мовляв, ти диви, який характерник! Однак Петро Панч «сам уже бачив, як благіє намеренія обертались у свою протилежність».
Дуже схоже, що «тост за Червону армію», яка «нас визволила», закінчувався не словами «а то так і є», а більш влучним і більш містким галицьким виразом: «і на то нема ради». Інша справа, як цей вираз зрозумів сам Петро Панч і як розтлумачив його для високого московського гостя.
Ще один резонансний вчинок Василя Пачовського мав місце після відвідин групою галицьких письменників столиці Радянської України влітку того ж 1940 р. На урочисті збори, влаштовані у Львові з нагоди повернення делегації, прибув з Києва голова республіканської письменницької організації Олександр Корнійчук і особисто вів засідання.
Учасники поїздки ділилися своїми враженнями і здебільшого вихваляли побачене. Олександр Корнійчук почав жестами запрошувати до слова Василя Пачовського, який сидів у першому ряді і помахом голови показав, що виступати не хоче. Тоді Корнійчук офіційно звернувся до Пачовського і буквально витягнув його на трибуну. Виступаючий почав говорити просто, без дипломатії:

«Що ж тут мені говорити? Я їхав в Україну, але ніякої України там не бачив. У Києві я й не чув української мови. Завели нас до школи, та й там дітвора говорила російською мовою. То де ж та Україна?…»

Олександр Корнійчук вдивлявся у Пачовського з недовір'ям і тут таки не витерпів і перервав: «Що ви таке говорите, товаришу Пачовський?» А Пачовському якби того й треба було. Він тут же обірвав свою мову і вигукнув: «Не хочете, щоб я говорив, то й не буду. Я зовсім не просився говорити».
Перекази про подібні вчинки поета-громадянина Василя Пачовського поширювалися між людьми і переростали в легенди.

## Твори
На початку XXI століття Василь Пачовський призабутий, хоча він більш як 40 років плідно працював як літератор, педагог і науковець. За його життя окремими книгами і брошурами побачило світ близько 30 видань. Однак, за оцінкою професора Василя Сімовича та інших членів громадського комітету, створеного у квітні 1942 року з метою пошанування пам'яті Василя Пачовського, недрукована творча спадщина письменника виявилася значно більшою, ніж всі його видані твори разом взяті.

### Поетичні збірки
- Розсипані перли. Пісні та вірші (Львів, 1901, друге видання — Перемишль, 1933);
- На стоці гір. Поезії (Львів, 1907);
- Ладі й Марені: Терновий огонь мій…: лірична драма. — Львів, 1913. — 200 с. — (Новітня бібліотека; ч. 15—18);
- «Огні мести» (1919—1921), «З блакитної книги» (1923—1927), «Розгублені звізди» (1927) — друковані поетичними циклами в періодичних виданнях.

### Драми і поеми
- Сон української ночі. Трагедія (Львів, 1903);
- Сонце Руїни. Трагедія козацької України (Жовква, 1911);
- Сфінкс Європи. Драма. Музика С. Людкевича (Львів, 1914);
- Роман Великий. Трагедія (Київ — Коломия — Вінніпеґ, 1918);
- Гетьман Мазепа. Містерія воскресіння (Перемишль, 1933);
- Золоті ворота. Містичний епос. Ч. 1: Пекло України (Львів, 1937).

### Історичні нариси та історіософські твори
- Наші герої і важнійші історичні події за козацьких часів. В 250 річницю смерти Богдана Хмельницького. Зладив Орлик (1907). Криптонім «Орлик» розкритий на основі «Словника українських псевдонімів» О. Дея;
- В пам'ять гетьмана Івана Мазепи і битви під Полтавою (Коломия, 1909);
- Нарис історії мініатюри по рукописям (Львів, 1913);
- Гетьман Петро Дорошенко: Борець за неподільну, вільну, незалежну Україну (Київ, 1917);
- Українці, як народ (Нью-Йорк, 1917; перше видання — Чернівці, 1907);
- Голос Галицької землі до України (Вецляр, 1918);
- Галичина і Наддніпрянська Україна (Кам'янець на Поділлю, 1919);
- Кубань і Україна (Вінниця, 1919);
- Історія Подкарпатської Руси, т. 1—2 (Ужгород, 1920—1922);
- Світова місія України (Перемишль, 1933);
- Іван Мазепа, життя й діяльність (Львів, 1937);
- Срібна земля: Тисячоліття Карпатської України: Нарис історії з мапою (Львів: Видавн. кооп. «Дружина», 1938);
- Повість временних літ. Ч. 1 (переклад, 1939).

### Дитячі твори
- Рости, читай, дрібонький читачу, най дармо папір не трачу (Коломия, 1909);
- Малий Святослав Хоробрий. Діточа гра-казка (Коломия, 1918);
- Золота гвіздка. Віршована казка на 10 сурм (Жовква, 1937).

### Інші твори
- Празник. Образок (1902);
- Жертва штуки (Львів, 1906);
- Щедрівка «Просвіті» (Ужгород, 1920).

### Сценарії
- Чарівний перстень Карпат. На його основі у 1923 році чеською кіностудією «Баррандов» був знятий художній фільм «Корятович» (режисер Карел Юст).

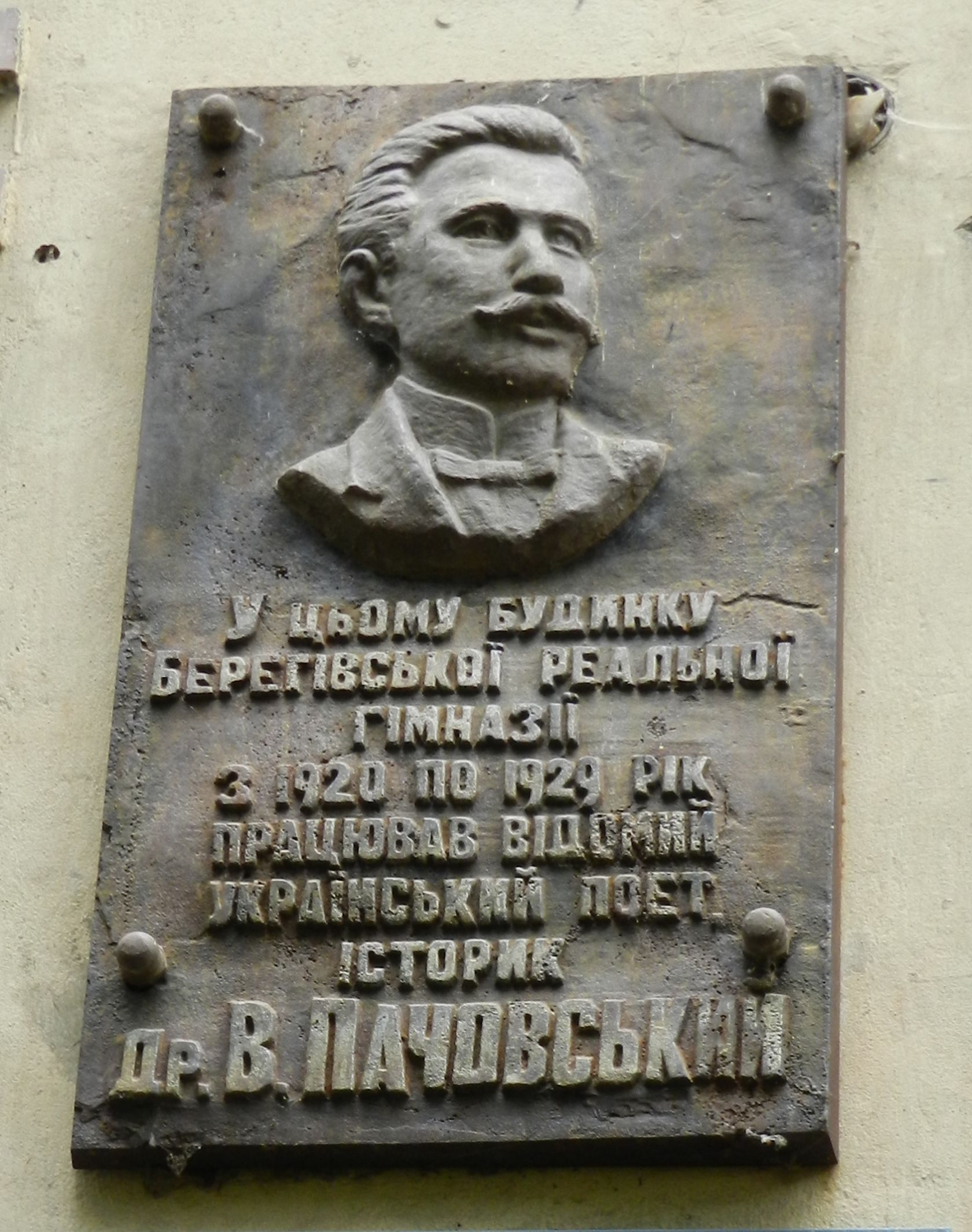
Меморіальна таблиця Василя Пачовського в Береговому

### Деякі посмертні видання творів
- Конструктивні ідеї державності та космічна місія української нації // Український світ". — 1945. — № 1/3.
- Історія Закарпаття. — Мюнхен : Бджілка, 1946. — 194 с.
- За Україну: Історична повість, оперта на подіях в Україні в 1664 році // Свобода. — 1946. — № 204—234.
- Зібрані твори. Том 1: Поезії. — Філадельфія—Нью-Йорк—Торонто : Об'єднання українських письменників «Слово», 1984. — 740 с.
- Зібрані твори. Том 2: Золоті ворота. — Філадельфія—Нью-Йорк—Торонто : Об'єднання українських письменників «Слово», 1984. — 419 с.
- Розсипані перли: Поети «Молодої Музи» / Упоряд., автор передм. і прим. М. М. Ільницький. — Київ : Дніпро, 1991. — 710 с.
- Кров землі: Драма. — Івано-Франківськ : Грань, 2005. — 96 с.
- Золота гвіздка: Казка. — Івано-Франківськ : Грань, 2007. — 36 с.
- Срібна Земля. Тисячоліття Карпатської України: нарис історії з мапою. — Ужгород : Мистецька Лінія, 2007. — 72 с.
- В пам'ять гетьмана Івана Мазепи і битви під Полтавою (1709 р.). — Ужгород : Мистецька Лінія, 2009. — 36 с.
- Моя Срібная Земле: Історичні дослідження, нариси та художні твори про Карпатську Україну на сторінках західноукраїнської преси 20=—30-х рр. ХХ ст. / Упорядник Василь Ґабор. — Львів: ЛА «Піраміда». — 2020. — 128 с.

## Родина
1909 року одружився з Неонілою Горницькою, дочкою священика з Рави-Руської. Подружжя Пачовських мало чотирьох дітей — синів Романа, Святополка (Євгена), Бориса та дочку Звінку (Звениславу).

## Вшанування пам'яті
На фасаді Берегівської української гімназії встановлено меморіальну табличку, яка сповіщає про те, що у будинку Берегівської реальної гімназії з 1920 по 1929 рік працював відомий український поет, історик доктор В. Пачовський.